# Bác Vọng
Bác Vọng (tiếng Trung: 博望区; Hán-Việt: Bác Vọng khu; bính âm: Bówàng Qū) là một khu (quận) của địa cấp thị Mã An Sơn của tỉnh An Huy, Trung Quốc. Tiền thân của khu là Ủy ban quản lý tân khu Bác Vọng, được thành lập vào ngày 10 tháng 2 năm 2011. Khu Bắc Vọng chính thức được thành lập vào tháng 9 năm 2012 trên cơ sở ba trấn Bác Vọng (博望), Đan Dương (丹阳) và Tân Thị (新市) của huyện Đang Đồ. Khu Bác Vọng có diện tích 351 kilômét vuông (136 dặm vuông Anh) và tổng dân số năm 2010 là khoảng 183.500 người. Khu Bắc Vọng được chia tiếp thành 37 thôn, 3 ủy hội cư dân và 3 xã khu. Ngôn ngữ bản địa của khu Bắc Vọng là phương ngữ Tuyên Châu của tiếng Ngô và cũng là đơn vị hành chính cấp huyện duy nhất chỉ có ngôn ngữ bản địa là tiếng Ngô tại tỉnh An Huy.